# Mauritia (Tiergattung)
Mauritia ist eine Schnecken-Gattung aus der Familie der Kaurischnecken (Cypraeidae).

## Merkmale
Die Größe der Gehäuse reicht von etwa 32 mm (bei M. depressa) bis 88 mm (bei M. mauritiana). Sie sind zylindrisch bis oval, die Mündung meist leicht gebogen. Die Ränder sind gerundet oder mit Calli versehen. Die braunen Mündungszähne sind fein bis kräftig ausgebildet. Meist sind sie kurz auf der inneren Seite (zur Columella hin) und erstrecken sich über die tief konkave Fossula; sie sind meist länger und kräftiger auf der äußeren Seite. Der Mantel des lebenden Tieres ist bei fast allen Arten schwach durchsichtig und braun. Die Papillen sind kurz und von fingerartigem Wuchs.

## Vorkommen und Verbreitung
Die Arten der Gattung Mauritia kommen in den tropischen Gewässern des Indopazifiks vor. Sie leben unter Steinen im flachen Subtidal von Felsenküsten, Felsstränden und Korallenriffen. Sie sind meist nachtaktiv und verstecken sich tagsüber unter Steinen und Felsspalten. Von einigen Arten der Gattung ist bekannt, dass sie Aas (tote Fische und Weichtiere) fressen.

## Systematik
Die Gattung Mauritia wurde von  Franz Hermann Troschel 1863 aufgestellt; Typusart ist Cypraea mauritia Linnaeus, 1758. Sie wird nicht von allen Autoren als selbständige Gattung anerkannt, sondern gelegentlich als Untergattung zur Gattung Cypraea gestellt. Mauritia wird in zwei Gruppen gegliedert: zum einen in die „Mauritia-Gruppe“ und zum anderen in die „Arabica-Gruppe“. Diese beiden Gruppen wurden von einigen wenigen Autoren auch als zwei selbständige Gattungen (Mauritia Troschel und Arabica Jousseaume) angesehen. Neuere Arbeiten lehnen diese starke Splitting jedoch ab und stellen die Arten der beiden Gruppen zur Gattung (oder Untergattung) Mauritia.
Die Mauritia-Gruppe umfasst in der Regel große und schwere Tiere mit starken Gehäusezähnen und einer sehr dunklen Gehäuseunterseite. Die Arabica-Gruppe beinhaltet Tiere mit mehr gestreckt-zylindrischen Gehäusen von mittlerer Größe, mit feinen, aber gut ausgebildeten Gehäusezähnen und einer netzartig gezeichneten, dunklen Gehäuseunterseite.

## Arten
Derzeit werden etwa neun Arten zur Gattung gestellt:
- M. arabica Linnaeus, 1758
- M. asiatica Schilder & Schilder, 1939
- M. depressa Gray, 1824
- M. eglantina Duclos, 1833
- M. grayana Schilder, 1930
- M. histrio Gmelin, 1791
- M. immanis Schilder & Schilder, 1939
- M. maculifera Schilder, 1932
- M. scurra Gmelin, 1791